# Cotton Bowl (match)
Cotton Bowl är en bowl, en särskilt utsedd collegematch, i amerikansk fotboll. Den spelas årligen i Dallas sedan 1937 och sedan 2010 spelas den på AT&T Stadium i förstaden Arlington.
Matchen skapades av oljemagnaten J. Curtis Sanford. År 1936 spelade Texaslaget MSU Mustangs från Southern Methodist University mot Stanford i Rose Bowl-matchen, som är en årlig match mellan collegelag i Los Angeles. J. Curtis Sanford var en av besökarna och tyckte att det borde arrangeras en liknande match i Dallas. Han garanterade projektet 10 000 dollar och den första matchen spelades nyårsdagen 1937. Den spelades på MSU Mustangs arena, som då hette Fair Park Stadium, men arena bytte namn till Cotton Bowl och matchen fick samma namn. Namnet Cotton Bowl, ungefär "bomullsskålen", inspirerades av Rose Bowl. Texas ligger i det amerikanska bomullsbältet och förhoppningen var att arenan och matchen skulle vara bomullsbältets ledstjärna inom sport. Det kom 17 000 personer till den första matchen, vilket gjorde det till en förlustaffär. Året efter kom närmare 40 000 personer, men matchen hade svårt att etablera sig i början. År 1941 tog Southwest Conference, en liga som samlade collegelag i sydvästra USA över driften, och de lät vinnaren i ligan möta ett lag från norra eller östra delarna av USA. Southwest Conference lade ned 1996, och därefter stod matchen mellan vinnarna i Southeastern Conference och Big 12 Conference, som är två av de mer namnkunniga ligorna. Sedan 2014 är Cotton Bowl av sex bowls utsedda att vara en av slutspelsmatcherna i college football, College Football Playoff.